# Steniscadia polyodonta
Steniscadia polyodonta är en fjärilsart som beskrevs av William Schaus 1912. Steniscadia polyodonta ingår i släktet Steniscadia och familjen trågspinnare. Inga underarter finns listade i Catalogue of Life.